# Sveti Jurij v Slovenskih goricah
Sveti Jurij v Slovenskih goricah est une commune située dans la région de Basse-Styrie en Slovénie. La commune a été créée en 2006 à partir d'une partie du territoire de la commune voisine de Lenart.

## Étymologie
Sveti Jurij v Slovenskih goricah pourrait se traduire par « Saint George en Slovenske Gorice ».

## Géographie
La commune est située au nord-est de la Slovénie dans la région de la Basse-Styrie. Elle est localisée dans la région vallonnée et viticole du Slovenske Gorice.

### Villages
Les localités qui composent la commune sont Jurovski Dol, Malna, Spodnji Gasteraj, Srednji Gasteraj, Varda, Zgornje Partinje, Zgornji Gasteraj et Žitence.

## Démographie
Avant 2006, la population de la commune était reprise dans les statistiques de la commune de Lenart. Depuis 2007, la population reste légèrement supérieure à 2 000 habitants,.
Évolution démographique
| 2007  | 2008  | 2008  | 2009  | 2010  | 2011  | 2012  | 2013  | 2014  | 2015 |
| ----- | ----- | ----- | ----- | ----- | ----- | ----- | ----- | ----- | ---- |
| 2 148 | 2 125 | 2 114 | 2 124 | 2 079 | 2 091 | 2 109 | 2 076 | 2 083 |      |
| 2016  | 2017  | 2018  | 2019  | 2020  | 2021  |       |       |       |      |
| 2 076 | 2 097 | 2 055 | 2 075 | 2 098 | 2 114 |       |       |       |      |